# Live digitaglam
『live digitaglam』（ライブ・デジタグラム）は、1991年12月12日に発売されたFENCE OF DEFENSEのライブ映像作品。
2004年12月22日にはDVDとして再発売された。

## メンバー
- 北島健二：ギター
- 西村麻聡：ベース、シンセサイザー、ヴォーカル
- 山田亘：ドラム、パーカッション

## 解説
6thアルバム『digitaglam FOD VI』を引っ提げ、1991年7月29日から8月2日にかけて愛知、東京、大阪の3都市で行ったライブツアー『digitaglam Tour'91』の中から、同年7月31日の渋谷公会堂の模様が収録されている。
このライブで演奏された楽曲のうち、数曲は編集によってカットされ収録されていない。省略された曲は「パラノイアの危険な入口」、「FREAKS」、「DAMN CITY」、「ASIAN LUNCH」、「BORN TO BE WILD」(ステッペンウルフのカバー)、「MIDNIGHT FLOWER」、「COME ON」、「パラレル」、「時の河」の9曲。
このライブで演奏された「COME ON」は当時は未発売だった楽曲で、後に改めてレコーディングが行われ、1992年4月22日発売の7thアルバム『FENCE OF DEFENSE VII RIDE』に収録された。

## 収録曲
全編曲:FENCE OF DEFENSE
1. digitaglam
  - 作曲:西村麻聡
2. 9.9.9
  - 作詞・作曲:西村麻聡
3. PEACE LOVIN' MAN
  - 作詞:FENCE OF DEFENSE、早咲めぐみ 作曲:FENCE OF DEFENSE
4. BRAIN DANCE
  - 作詞:西村麻聡 作曲:FENCE OF DEFENSE
5. 恋の独裁者
  - 作詞:FENCE OF DEFENSE 作曲:西村麻聡
6. Deep Kiss
  - 作詞・作曲:西村麻聡
7. 輪転機のつぶやき
  - 作詞:K.INOJO 作曲:西村麻聡
8. クロスロード・パズル
  - 作曲:北島健二
9. 無条件完全降伏
  - 作詞:北島健二 作曲:FENCE OF DEFENSE
10. FATHIA
  - 作詞:FENCE OF DEFENSE 作曲:西村麻聡